# Brug 1449
Brug 1449 is een bouwkundig kunstwerk in Amsterdam-Zuidoost.
De brug werd aangelegd in het kader van de bouw van de woonwijk Reigersbos. Op het gebied van bruggenbouw was dit het domein van architect Dirk Sterenberg, die het bruggetje vanuit Hoorn als zelfstandig architect ontwierp voor de Dienst der Publieke Werken. Voor Reigersbos ontwierp hij betonnen en houten bruggen. Brug 1449 is er een uit de categorie betonnen bruggen. De brug is bestemd voor voetgangers en fietsers die gebruik maken van het Spengenpad, genoemd naar buurtschap Spengen en 550 meter lang, dat de wijk Reigersbos van noord naar zuid doorsnijdt en na de brug geheel in het groen ligt en eindigt op het AMC-pad, dat ligt op de kade van de Hollandse Kade, zowel de grens tussen de gemeenten gemeente Amsterdam en De Ronde Venen als tussen de provincies Noord-Holland en Utrecht.  
Ontwerp, aanbesteding en bouw van de brug gebeurde nog in de tijd dat er voor deze wijk geen straatnamen waren vergeven; men moest het doen met Reigersbos III en IV. Wel ging om een pakket aan bruggen. Met brug 1449 werd ook gewerkt aan de bruggen 1444 tot en met 1455 en brug 1399, allemaal bestemd voor voetgangers en deze dus ook voor fietsers  Op 13 september 1982 startten de werkzaamheden; oplevering moest plaatsvinden op 27 april 1983.
Net zoals bij de houten bruggen, ontwierp Sterenberg ook een duidelijk herkenbare betonnen brug voor Reigersbos. Ze zijn op de leuningen na geheel van beton. De balustrade wordt gevormd door een betonnen balk, die tevens als zitplaats kan worden gebruikt met de stalen leuning. De liggende balustrade is in geklemd tussen houders die de vorm hebben van abstracte beeldhouwwerken. In tegenstelling tot de houten bruggen zijn deze betonnen bruggen nauwelijks door weersinvloeden aangetast; ze liggen erbij zoals ze gebouwd zijn. Wel zijn de balusters frequent slachtoffer van graffiti.   
1431 · 1432 · 1438 · 1439 · 1444 · 1445 · 1446 · 1447 · 1448 · 1449 ·  1450 · 1451 · 1452 · 1453 · 1454 · 1455 · 1456 · 1457 · 1458 · 1459 · 1461 · 1462 · 1463 · 1464 · 1465 · 1466 · 1471 · 1472 · 1473 · 1477 · 1478 · 1479 · 1482 · 1483 · 1484 · 1485 · 1486 · 1487 · 1488 · 1489 · 1490
Overige brugnummers niet vergeven of gesloopt (gegevens 2022).